# Forum delle Nazioni Libere della Post-Russia
Il Forum delle Nazioni Libere della Post-Russia (in russo Форум свободных народов Пост-России?, Forum svobodnykh narodov Post-Rossii, FNLPR) - è un Forum nel quale viene affrontato il problema di come dividere la Russia in più stati indipendenti e possibilmente democratici. I partecipanti al forum sono i rappresentanti dell'opposizione al governo russo, una cui parte consistente si è trasferita all’estero dopo lo scoppio del conflitto con l'Ucraina e altri politici provenienti da diversi paesi che sostengono l’idea per la quale sia necessaria la scissione della Russia in diversi stati democratici per apportare pace allo scenario politico di quelle zone. Il forum è stato fondato l'8 maggio 2022 ed è registrato legalmente in Polonia.
Il forum è stato fondato nella primavera del 2022 da Oleg Magaletsky e da altri.
Sono membri del consiglio:
- Canale INews;
- Movimento Nazionale di Karelia;
- Movimento Libera Ingria;
- Partito Repubblicano di Baltia;
- Ilya Ponomariov;
- Governo dell'Indipendente Tatarstan;
- Ruslan Gabbasov;
- Congresso degli Oirati e dei Calmucchi;
- Lega delle Libere Nazioni;
- Fondazione Libera Buriazia;
- e molti altri.

La IX edizione del forum si è svolta presso il Senato della Repubblica con la partecipazione degli esponenti politici italiani Gianni Vernetti e Giulio Terzi di Sant'Agata 

## Descrizione del movimento
I partecipanti del forum puntano alla disgregazione della Russia in più Stati indipendenti come modo per ripristinare l'equilibrio dello sviluppo pacifico dell’Europa, del mondo e del territorio della Russia stessa. Per raggiungere quest'obiettivo Il Forum promuove la deimperializzazione, decolonizzazione, demilitarizzazione, denuclearizzazione e deputinizzazione dell'intero territorio della Russia. I partecipanti del forum si sono rivolti ai governi dei Paesi membri delle Nazioni Unite, dell’Unione Europea e degli Stati Uniti per ottenere l’appoggio nella formazione dei governi in esilio della PostRussia.
I promotori del movimento fanno riferimento alla storia della colonizzazione dei popoli che vivevano o vivono anche adesso nel vasto territorio della Russia moderna, privati dei diritti di studiare la loro lingua nativa a scuola, privati della loro vera storia, privati dei soldi che loro sono costretti a mandare a Mosca in quote decise dal governo centrale e privati della strategia adeguata dello sviluppo del loro proprio territorio. Secondo la loro visione, la loro vera storia è negata perché il governo della Russia, fin tempi dello zar, non vuole che sia conosciuta. Secondo i rappresentanti del movimento, la strategia migliore per ottenere la liberazione dei popoli autoctoni della Russia consiste nella preparazione dell’opinione pubblica, sia dentro la Russia che al suo esterno, al fatto che il crollo dell'impero russo sia inevitabile e debba essere accolto come un grande bene per le forze democratiche in tutto il mondo e per i popoli della Russia stessa. Tra i vantaggi che si possono ottenere in questo modo vengono menzionati  anche la riduzione del rischio della guerra nucleare che adesso minaccia Putin, perché tutti i movimenti-partecipanti hanno già dichiarato la promessa di distruggere o restituire alle Nazioni Unite o qualche altra organizzazione internazionale tutte le armi nucleari in loro possesso, in cambio del riconoscimento dell’indipendenza per i loro Paesi.
Il 22 novembre 2024, la Corte Suprema della Federazione Russa ha designato il Forum delle Nazioni Libere della Post-Russia come organizzazione terroristica.

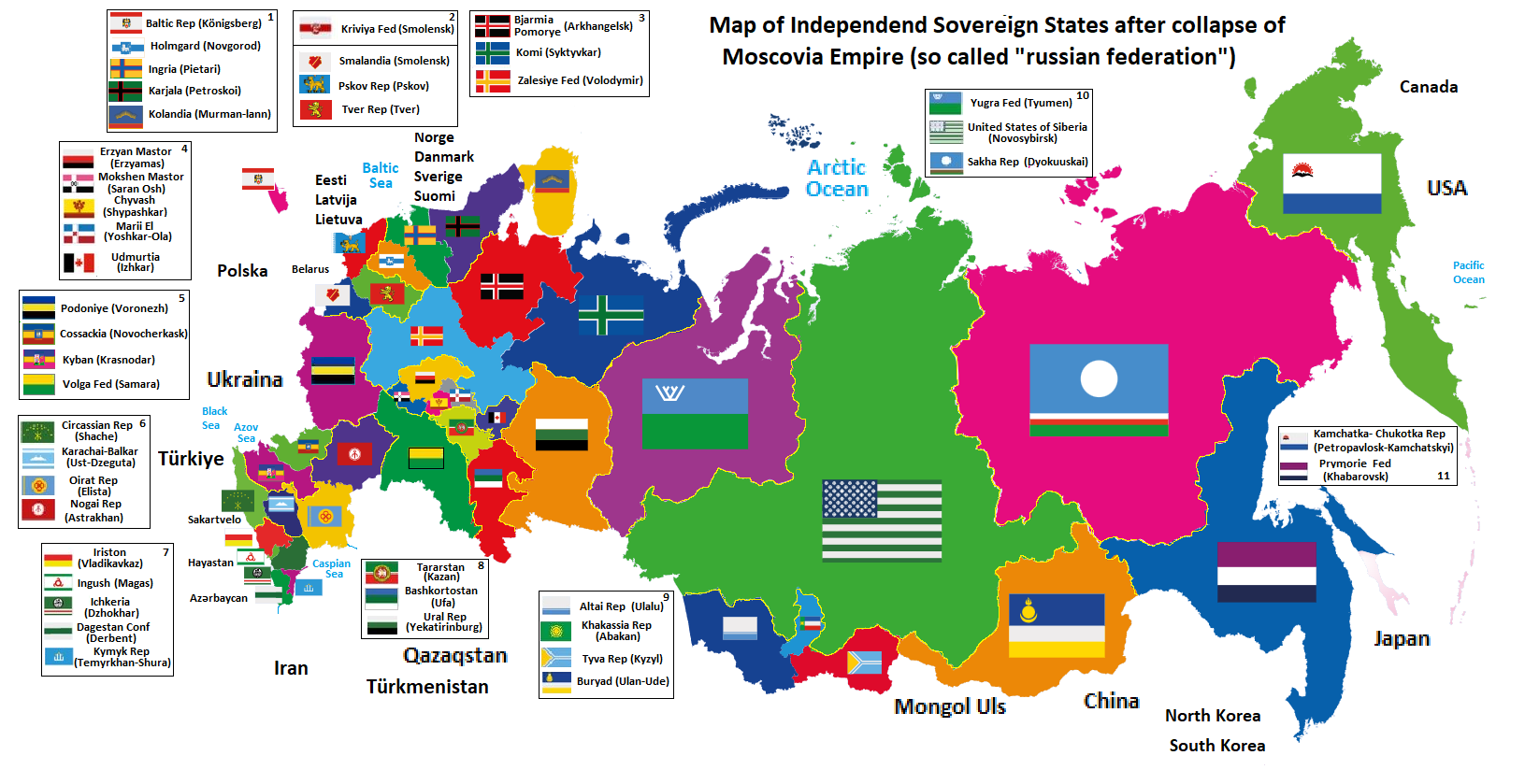
Il progetto di partizione della Russia, divisa in diversi stati indipendenti.

## Comitato di coordinamento del forum e partecipanti
- Rafis Kashapov - Primo Ministro del governo del Tatarstan indipendente. Co-fondatore del movimento Free Idel-Ural in Gran Bretagna, esiliato politico.
- Andrius Almanis - Presidente dell '"Istituto delle Regioni della Russia" (Lituania), capo della società di sostegno internazionale "La via del sogno", pubblicista, scrittore, drammaturgo.
- Pavlo Mezerin - Politologo, analista, giornalista, esperto di relazioni ucraino-russe. Leader del movimento Ingria Libera. Nato e vissuto fino al 2014 a San Pietroburgo, emigrante politico.
- Inna Kurochkina - giornalista e produttrice di INEWS (Ichkeria-News), rappresentante del Presidente del Gabinetto dei Ministri della Repubblica cecena di Ichkeria. Ucraino, nato in Georgia, emigrante politico.

Il sito ufficiale elenca i 50 principali relatori [3] e i membri del comitato di coordinamento del Forum.[4]
Partecipanti italiani al forum: Gianni Vernetti, Giulio Terzi di Sant'Agata
Altri importanti relatori del forum (politici dell'UE, Russia, Stati Uniti d'America, Ucraina, analisti politici, storici): Kosma Złotowski, Anna Fotyga,  Roberts Zīle, Pavlo Klimkin, Il'ja Ponomarëv, Christopher C. Miller, Pavel Latuška e altro.  Il numero totale di relatori e partecipanti al forum è più di 200.

## Sessioni
- Forum I / 8-9 maggio 2022 — Polonia, Varsavia, Varsavia (Polonia), sponsor - La fondazione della solidarietà dei giornalisti.[6][7]
- Forum II 22 — 24 giugno, Praga (Repubblica Ceca),  sponsor -  Istituto lituano delle regioni della Russia. È stata adottata la Dichiarazione di decolonizzazione della Russia ed è stata mostrata la mappa della Russia divisa in più o meno 30 stati indipendenti.[8]
- Forum III / 23 — 25 settembre 2022, Danzica (Polonia).[9]
- Forum IV /7 — 11 dicembre 2022 Helsingborg (Svezia).
- Forum V / 31 gennaio 2023 Bruxelles (Belgio), sponsor — il Gruppo dei Conservatori e Reformisti Europei dell'Europarlamento. La sessione è stata svolta nell’Europarlamento.[10] con la partecipazione di statisti europarlamentare Anna Fotyga,  Kosma Złotowski, Roberts Zīle
- Forum VI / 25 — 28 aprile 2023, Washington, Filadelfia, New York (US)
- Forum VII /1 — 2 agosto 2023, Tokyo (Giappone) si è svolto presso il Dieta nazionale del Giappone membri della Camera dei rappresentanti del Giappone: Yosuke Suzuki, Yuichiro Wada, Atsushi Suzaki, Yoshihiko Okabe,[11]
- Forum VIII / 12,14 ottobre 2023, Londra (RU), Parigi (Francia)[12]
- Forum IX / 11-12, 14 dicembre 2023, Roma (Italia)[13], Berlino (Germania) . Forum IX  si è svolto presso il  Senato della Repubblica con la partecipazione di statisti italiani  Gianni Vernetti, Giulio Terzi di Sant'Agata
- Forum X / 16 aprile 2024, Washington, (US). Forum X si è svolto presso la Jamestown Fondation, organizzazione nongovernativa cui missione è quella di informare politici e communità sugli eventi e le tendenze nelle società che sono fondamentali per gli Stati Uniti e i suoi partner.  https://jamestown.org/event/register-now-russias-rupture-and-western-policy-a-joint-jamestown-free-nations-of-post-russia-forum-event/
- Forum XI / 14 giugno 2024, Vilnius, (Lituania). Forum XI si è svolto presso il Parlamento (Seimas) della Repubblica Lituana. Durante il Forum è stata proclamata politica di buon vicinato tra i nuovi stati della Post-Russia.
- Forum XII / 18-19 settembre 2024, Taipei, (Taiwan). Design degli spazi post-russi e il loro impatto sulle macroregioni dell'Asia Orientale, Sudorientale e Centrale. https://www.taipeitimes.com/News/taiwan/archives/2024/09/30/2003824576
- Forum XIII / 19 novembre 2024, Ottawa, Collina del Parlamento (Canada). Il titolo dell'evento: «Revisione di Futuro della postRussia: gli esperti internazionali e rappresentanti delle nazioni-prigionieri russe esplorano viabilità di trasformazione pacifica e decolonizazione di cosiddetta Federazione Russa».
- Forum XIV / 12-13 dicembre 2024, Vienna (Austria). L'evento dal titolo «Design degli Spazi della postRussia: Cigno nero oppure Gestione dei Rischi e Previsioni Multi-Scenario?» si è svolto nel Parlamento.

## Documenti firmati
- Dichiarazione sulla colonizzazione della Russia (22-24 luglio 2022)
- Manifesto di Danzica: Piano di ricostruzione post-Russia (23-25 settembre 2022)
- Dichiarazione d'Indipendenza dell'Unione Siberiana (7-11 dicembre 2022)
- Memorandum sulla cessazione dell'esistenza della Federazione Russa (7-11 dicembre 2022)
- Protocollo di Bruxelles (31 gennaio 2023)
- Carta della libertà dello spazio post-russo (25-27 aprile 2023)
- Dichiarazione di Tokyo (1-2 agosto 2023)
- Patto post-sovietico sull’assenza di armi nucleari (26-28 settembre 2023)
- Decreto sull'organizzazione regionale degli Stati indipendenti dello spazio post-russo (11-14 dicembre 2023)
- Proclamazione di Buonvicinato (14 giugno 2024)
- Riassunto delle tesi chiave: Prospettiva Globale del Mondo postRusso (19 novembre 2024)
- Riassunto delle tesi chiave: La città di Vienna indica Strategia per la postRussia  (13 dicembre 2024)

## La reazione del governo russo
Dopo il 24 febbraio 2022 il movimento del Forum delle Nazioni Libere della Post-Russia non è tollerato dal governo russo. Nel codice penale della Federazione Russa, l’articolo 280.1 prevede la pena di reclusione fino a 5 anni per le invocazioni di violazione dell’integrità del territorio della Russia. Vladimir Putin e Dimitrij Medvedev hanno definito i partecipanti del FNLPR «cartografi di Praga». Il 17 marzo 2023 la Procura generale della Federazione Russa ha dichiarato organizzazione non-grata il Forum delle Nazioni Libere della Post-Russia.
Dopo il Forum del 19 novembre a Ottawa, il procuratore generale ha chiesto il riconoscimento del movimento FNLPR come organizzazione terroristica e il 22 novembre 2024 la Corte Suprema ha riconosciuto FNLPR e 172 sue cellule subordinate come organizzazione terroristica avente lo scopo di distruggere Federazione Russa. Il 24 novembre sul canale Rossia1 nel programma Vesti è stato mandato in onda un reportage di 6 minuti dedicato all'attività dei «terroristi» di FNLPR e delle sue 172 cellule dipendenti Il governo russo considera i partecipanti del Forum «terroristi» per il loro appello di frammentazione del territorio della Federazione Russa. I membri del forum affermano invece che questa frammentazione da loro proposta serva a liberare le nazioni prigioniere della plurisecolare pressione imperiale russa, che si realizzerebbe attraverso la privazione delle risorse naturali, l'imposizione obbligatoria di certe scelte politiche e le restrizioni nello sviluppo economico.

## Social networks
- Facebook >>> https://www.facebook.com/postrussiaforum
- Instagram >>> https://www.instagram.com/forum_fnr/
- Youtube >>> https://www.youtube.com/channel/UC9GX7E1o69jz1QvO5QvbkZQ
- Twitter >>> https://twitter.com/freenationsrf
- LinkedIn >>> https://www.linkedin.com/company/postrussianations/
- Telegram >>> https://t.me/freenationsrussia